# Ernesto Soto Reyes
Ernesto Soto Reyes (* 16. April 1899 in Puruándiro Michoacán; † 29. April 1972) war ein mexikanischer Botschafter.

## Leben
Ernesto Soto Reyes besuchte das Colegio Primitivio anschließend bereitete er sich am Colegio San Nicolás in Morelia, Michoacan auf die Aufnahmeprüfung zum Studium vor. Er studiert am Colegio de San Nicolás und an der UNAM. 1917 war Ernesto Soto Reyes Gründungsmitglied der Partido Socialista Michoacano. 1921 war er Bürgermeister und 1921 bis 1922 war er Stadtrat in Morelia.
Er war 1929 Sekretär des Gouverneurs von Michoacán. Er war von 1929 bis 1932 Vorsitzender der Partido Nacional Revolucionario in Michoacán.
Er war von 1932 bis 1934 Sekretär der CEN der PNR.
Am 1. Oktober 1934 brachte er einen Gesetzesentwurf zu einer Bildungsreform ins Parlament ein.
Er war von 1933 bis 1934 Mitglied im Wahlkampfkomitee von Lázaro Cárdenas del Río und von 1935 bis 1936 Sekretär der Acción Agraria des CEN der PNR. 1936 war er Mitglied der Bundeswahlleitung.
Reyes wurde Bundesabgeordneter und von 1934 bis 1940 Senator für den Bundesstaat Michoacán. 1935 war er Senatspräsident. Er leitete die Fraktion der PNR im Senat.
Nach der Präsidentschaft von Lázaro Cárdenas del Río trat er in den auswärtigen Dienst.
| Vorgänger                                | Amt                                                                               | Nachfolger                         |
| ---------------------------------------- | --------------------------------------------------------------------------------- | ---------------------------------- |
| Salvador Navarro Aceves                  | Mexikanischer Botschafter in Asunción 2. April 1941 bis 1. Januar 1945            | José Muñoz Zapata                  |
| Vicente Luis Ignacio Benéitez y Clavarie | Mexikanischer Botschafter in Caracas 5. Mai 1945 bis 1. Juli 1946                 | Eduardo Morillo Safa-Briones       |
| Mariano Armendáriz del Castillo          | Mexikanischer Botschafter in Montevideo 14. September 1946 bis 3. Oktober 1949    | Pedro Cerisola Salcido             |
| José Hernández Rojas                     | Mexikanischer Botschafter in Santo Domingo 25. September 1962 bis 5. Oktober 1963 | Ramón Ruiz Vasconcelos             |
| Rafael Urdaneta de la Tour               | Mexikanischer Botschafter in Panama 11. März 1964 bis 16. Oktober 1964            | Alejandro Gómez Maganda            |
| Bernardo Reyes Morales                   | Mexikanischer Botschafter in Port-au-Prince 1. Juli 1965 bis 30. Oktober 1967     | Francisco Octavio Navarro Carranza |
| Francisco Octavio Navarro Carranza       | Mexikanischer Botschafter in Ankara 2. Dezember 1967 bis 1. April 1971            | Alfonso Castro Valle               |